# جاك بيرسيفال (لاعب كرة قدم)
جاك بيرسيفال (بالإنجليزية: Jack Percival)‏ (19 أبريل 1924 في المملكة المتحدة - ) هو لاعب كرة قدم بريطاني في مركز الدفاع. لعب مع كامبريدج يونايتد ونادي تشيسترفيلد وهدرسفيلد تاون وTunbridge Wells F.C. ‏.